# Йейтс, Джанти
Джа́нти Йейтс (также Джэнти Йэтс; англ. Janty Yates; родилась в 1950 году в Великобритании) — британская художница по костюмам для кино и телевидения, известная своими работами в фильмах режиссёра Ридли Скотта. Лауреат премии «Оскар» в категории «Лучший дизайн костюмов» (2001) за фильм «Гладиатор» (2000) и номинантка на премию в той же категории (2024) за фильм «Наполеон» (2023).

## Биография
До начала карьеры в кино и на телевидении Джанти Йейтс работала в индустрии моды. Её первая проба в новом амплуа, на которую обратили внимание критики, случилась в 1981 году после выхода фильма «Борьба за огонь». А её первый успех как художника по костюмам принесла ей британская комедия «Плохое поведение», 1993 года.
Йейтс часто сотрудничает с Ридли Скоттом. Кроме известного «Гладиатора», она сотрудничала с Ридли ещё в фильмах: «Ганнибал» (2001), «Царство Небесное» (2005), «Гангстер» (2007), «Совокупность лжи» (2008), «Прометей» (2012), «Исход: Цари и боги» (2014) и других.
В 2006 году Йейтс была одним из ста двадцати человек, приглашённых в американскую Академию кинематографических искусств и наук.

## Фильмография
Художник по костюмам
- 1989 — Бесконечная игра (мини–сериал) / The Endless Game (реж. Брайан Форбс)
- 1993 — Плохое поведение / Bad Behaviour (реж. Лес Блэр)
- 1993 — Метод Крекера (телесериал, 2 эпизода)
- 1995 — The Glam Metal Detectives (сериал)
- 1995 — Англичанин, который поднялся на холм, а спустился с горы (реж. Кристофер Монгер)
- 1996 — Караоке (мини–сериал) / Karaoke (реж. Ренни Рай)
- 1996 — Джуд / Jude (реж. Майкл Уинтерботтом)
- 1997 — Добро пожаловать в Сараево (реж. Майкл Уинтерботтом)
- 1997 — Человек, который знал слишком мало (реж. Джон Эмиел)
- 1999 — Планкетт и Маклейн (реж. Джейк Скотт)
- 1999 — С тобой или без тебя / With or Without You (реж. Майкл Уинтерботтом)
- 2000 — Гладиатор (реж. Ридли Скотт)
- 2001 — Враг у ворот (реж. Жан-Жак Анно)
- 2001 — Ганнибал (реж. Ридли Скотт])
- 2001 — Шарлотта Грей (реж. Джиллиан Армстронг)
- 2004 — Любимчик / De-Lovely (реж. Ирвин Уинклер)
- 2005 — Царство небесное (реж. Ридли Скотт)
- 2006 — Полиция Майами. Отдел нравов (реж. Майкл Манн)
- 2007 — Гангстер (реж. Ридли Скотт)
- 2008 — Совокупность лжи (реж. Ридли Скотт)
- 2010 — Робин Гуд (реж. Ридли Скотт)
- 2012 — Прометей (реж. Ридли Скотт)
- 2013 — Советник (реж. Ридли Скотт)
- 2014 — Пари джентльменов (кор.) / The Gentleman's Wager (реж. Джейк Скотт)
- 2014 — Исход: Цари и боги (реж. Ридли Скотт)
- 2015 — Марсианин (реж. Ридли Скотт)
- 2017 — Чужой: Завет (реж. Ридли Скотт)
- 2017 — Чужой: Завет — Фобос (кор.) / Alien: Covenant - Phobos (реж. Тоби Дай)
- 2017 — Все деньги мира (реж. Ридли Скотт)
- 2023 — «Наполеон» (реж. Ридли Скотт)

В составе съёмочной группы
- 1981 — Борьба за огонь (реж. Жан-Жак Анно) (wardrobe: Scotland and Kenya)
- 1984 — Оксфордский блюз / Oxford Blues (реж. Роберт Борис) (wardrobe assistant)
- 1985 — Танец с незнакомцем (реж. Майк Ньюэлл) (assistant to wardrobe)
- 1988 — Кисло-сладкое / Soursweet (реж. Майк Ньюэлл) (assistant costume designer)
- 1990 — Yellowthread Street (сериал) (assistant costume designer)
- 1991 — Группа «Коммитментс» (реж. Алан Паркер) (wardrobe supervisor)
- 1996 — Холодный Лазарь (мини–сериал) / Cold Lazarus (costume designer from karaoke)
- 1997—1998 — Stella Street (сериал, 10 эпизодов) (costumer)

## Признание
Вышедший в 2000 году фильм «Гладиатор» принёс Джанти Йейтс «Оскара» за лучший дизайн костюмов, а также номинации на премии: BAFTA, «Сатурн» и «Спутник».
В 2005 году Йейтс номинировалась на премии: Гильдии художников по костюмам и «Спутник» за костюмы к фильму «Любимчик». Следующая её работа в фильме «Царство небесное» принесла ей первую номинацию на испанскую премию «Гойя» и третью номинацию на премию «Спутник».
За фильм «Робин Гуд», вышедший в 2010 году, она снова получила номинацию на премию «Сатурн» и четвёртую номинацию на «Спутник».

### Список наград и номинаций
Премия «Оскар» за лучший дизайн костюмов:
- 2001 — «Гладиатор» (награда)
- 2024 — «Наполеон» (номинация)

Премия BAFTA Film Awards за лучший дизайн костюмов:
- 2001 — «Гладиатор» (номинация)

Премия «Сатурн» за лучшие костюмы:
- 2001 — «Гладиатор» (номинация)
- 2011 — «Робин Гуд» (номинация)
- 2015 — «Исход: Цари и боги» (номинация)

Премия «Гойя» за лучшие костюмы:
- 2006 — «Царство небесное» (номинация)[9]

Премия «Спутник» за лучший дизайн костюмов:
- 2001 — «Гладиатор» (номинация)
- 2005/I — «Любимчик» (номинация)
- 2005/II — «Царство небесное» (номинация)
- 2010 — «Робин Гуд» (номинация)

Премия Гильдии художников по костюмам:
- 2005 — Лучшие костюмы в историческом/фэнтези фильме — «Любимчик» (номинация)
- 2016 — Лучшие костюмы в современном фильме — «Марсианин» (номинация)